# Тегаєво
Тега́єво (рос. Тегаево, марій. Тегай) — присілок у складі Гірськомарійського району Марій Ел, Росія. Входить до складу Пайгусовського сільського поселення.

## Населення
Населення — 18 осіб (2010; 32 у 2002).
Національний склад (станом на 2002 рік):
- гірські марійці — 100 %